# Сватбените обичаи на македонските българи
„Сватбените обичаи на македонските българи“ (на руски: „Свадебные обычай македонскихъ болгаръ“) е етнографска студия на Константин Петкович, оставена в ръкопис с дата 1850 година. Книгата е забележителен етнографски описателен труд, втората българска етнографска студия след „Обычаи болгар“ на Захарий Княжески. Тя, макар да описва само локален вариант на българската сватба във Велешко, има безспорни научни качества и в историографско, и в етнографско отношение.
Студията е открита в архива на Измаил Срезневски от българската литературоведка Лиляна Минкова, която я публикува в 1980 година с подробен коментар. Авторът Константин Петкович, студент в Санктепербургския университет, е запознат от Захарий Княжески със Срезневски, Пьотър Плетньов, Арист Куник и други санктпетербургски учени. Срезневски насочва Петкович към народописни занимания, тъй като самият той се интересува от непознатата българска култура. В резултат на проучванията си Петкович оставя ръкописа „Свадебные обычаи македонских болгар“.
По методология на набиране на материалите – лични наблюдения и спомени – и по начина на описанието трудът на Петкович прилича на студията на Княжески, но е по пълен откъм фактология и е много по последователен при представянето на обичаите. За разлика от Джинот, Раковски, Веркович и Гинчев Петкович не се впуска в опити за теоретически и методологически тълкувания на обичаите и постига точно и пълно тяхно описани. Петкович под влияние на по-строга научна школа, показва трезв усет за смисъла на етнографското изследване и демонстрира реализъм, верен хронологизъм без увлечения в романтизъм.
В труда си Петкович описва обичайната нормативна основа на предбрачните отношения. След това в детайли разглежда предсватбените и сватбените обреди, продължителността на обичая и в кои дни се извършва даденото обредно действие. Прецизно е описан реквизитът и ролите на участващите лица. Дадени са и придружаващите обреда сватбени песни, което е едно от достойнствата на труда.
Еднакви или близки до описаните от Петкович обичаи са публикувани в по-късни възрожденски сборници – на Братя Миладинови, Веркович, Чолаков, Шапкарев. Иван Крайничанец в 1895 година публикува почти същите обичаи от Велешко.